# Матч СРСР — США з легкої атлетики 1975
Матч СРСР — США з легкої атлетики 1975 був проведений 4-5 липня у Києві на Центральному стадіоні.
У змаганнях також взяла участь болгарська жіноча команда, у зв'язку з чим для жіночої програми легкоатлетичний матч носив тристоронній характер.

## Результати

### Чоловіки
| Місце | Атлет              | Результат |
| ----- | ------------------ | --------- |
| 1     | Валерій Борзов     | 10,0      |
| 2     | Олександр Корнелюк | 10,2      |
| 3     | Чарльз Веллс       | 10,2      |
| п/к   | Микола Колесников  | 10,3      |
| 4     | Ед Престон         | 10,4      |
| п/к   | Ларрі Браун        | 10,4      |

| Місце | Атлет               | Результат |
| ----- | ------------------- | --------- |
| 1     | Ед Престон          | 20,7      |
| 2     | Ларрі Браун         | 20,8      |
| п/к   | Джон Янг            | 21,1      |
| 3     | Олександр Жидких    | 21,1      |
| п/к   | Лу Вілсон           | 21,1      |
| 4     | Володимир Ловецький | 21,2      |

| Місце | Атлет               | Результат |
| ----- | ------------------- | --------- |
| 1     | Стен Вінсон         | 45,8      |
| 2     | Роберт Ерл Тейлор   | 46,4      |
| 3     | Семен Кочер         | 46,7      |
| 4     | Віктор Михайлов     | 47,2      |
| п/к   | Павло Козбан        | 47,3      |
| п/к   | Олександр Братчиков | 47,5      |
| п/к   | Володимир Носенко   | 47,6      |
| п/к   | Аркадій Медведь     | 48,0      |

| Місце | Атлет                | Результат |
| ----- | -------------------- | --------- |
| 1     | Марк Еньярт          | 1.46,1    |
| 2     | Євген Волков         | 1.46,7    |
| 3     | Володимир Пономарьов | 1.47,9    |

| Місце | Атлет             | Результат |
| ----- | ----------------- | --------- |
| 1     | Кен Поупджой      | 3.42,6    |
| п/к   | Михайло Улимов    | 3.43,4    |
| 2     | Стів Гайденрайх   | 3.43,6    |
| 3     | Анатолій Мамонтов | 3.43,7    |
| 4     | Петро Анисим      | 3.44,2    |

| Місце | Атлет           | Результат |
| ----- | --------------- | --------- |
| 1     | Іван Парлуй     | 13.34,2   |
| 2     | Енн Селлік      | 13.40,6   |
| 3     | Дейв Бабірацькі | 13.56,0   |

| Місце | Атлет              | Результат |
| ----- | ------------------ | --------- |
| 1     | Володимир Меркушин | 28.44,0   |
| 2     | Анатолій Бадранков | 28.44,0   |
| 3     | Гленн Герольд      | 29.01,4   |

| Місце | Атлет               | Результат |
| ----- | ------------------- | --------- |
| 1     | Віктор Мясников     | 13,5      |
| 2     | В'ячеслав Кулебякін | 13,5      |
| 3     | Клім Джексон        | 13,7      |
| п/к   | Едуард Переверзєв   | 13,7      |
| 4     | Майк Шайн           | 14,3      |

| Місце | Атлет              | Результат |
| ----- | ------------------ | --------- |
| 1     | Майк Шайн          | 50,0      |
| 2     | Володимир Нагайник | 50,7      |
| 3     | Олександр Карасьов | 51,1      |
| 4     | Джін Тейлор        | 51,3      |

| Місце | Атлет             | Результат |
| ----- | ----------------- | --------- |
| 1     | Ренді Сміт        | 8.28,0    |
| 2     | Олександр Величко | 8.29,6    |
| 3     | Микола Майоров    | 8.30,8    |
| 4     | Кент Мак-Дональд  | 8.50,0    |

| Місце | Команда                                                                   | Результат |
| ----- | ------------------------------------------------------------------------- | --------- |
| 1     | СРСРОлександр Корнелюк Микола Колесников Олександр Аксинін Валерій Борзов | 38,7      |
| 2     | СШАЧарльз Веллс Ларрі Браун Ед Престон Джон Янг                           | 39,2      |

| Місце | Команда                                                          | Результат |
| ----- | ---------------------------------------------------------------- | --------- |
| 1     | СРСРПавло Козбан Віктор Михайлов Олександр Братчиков Семен Кочер | 3.08,3    |
| 2     | СШАДжін Тейлор Стен Вінсон Марк Еньярт Роберт Ерл Тейлор         | 3.11,2    |

| Місце | Атлет                | Результат |
| ----- | -------------------- | --------- |
| 1     | Микола Смага         | 1:35.16,0 |
| 2     | Володимир Голубничий | 1:35.18,0 |
| п/к   | Михайло Алексеєв     | 1:35.23,0 |
| 3     | Том Дулі             | 1:41.26,2 |

| Місце | Атлет               | Результат |
| ----- | ------------------- | --------- |
| п/к   | Володимир Абрамов   | 2,18      |
| 1     | Олександр Григор'єв | 2,15      |
| 2     | Білл Нодел          | 2,10      |
| 3     | Сергій Будалов      | 2,10      |
| п/к   | Михайло Фролов      | 2,05      |
| 4     | Кіт Гінн            | 2,00      |

| Місце | Атлет            | Результат |
| ----- | ---------------- | --------- |
| п/к   | Юрій Прохоренко  | 5,35      |
| 1     | Скотт Воллік     | 5,00      |
| п/к   | Юрій Ісаков      | 5,00      |
| 2     | Володимир Кішкун | 4,90      |
| 2     | Валерій Бойко    | 4,90      |
| —     | Расс Роджерс     | NM        |

| Місце | Атлет              | Результат |
| ----- | ------------------ | --------- |
| 1     | Валерій Підлужний  | 8,00      |
| 2     | Ел Ланьєр          | 7,89      |
| 3     | Олексій Переверзєв | 7,79      |
| 4     | Денні Сі           | 7,72      |
| п/к   | Іван Лобач         | 7,67      |

| Місце | Атлет             | Результат |
| ----- | ----------------- | --------- |
| 1     | Віктор Санєєв     | 17,10     |
| 2     | Анатолій Піскулін | 16,81     |
| 3     | Томмі Гейнс       | 16,49     |
| 4     | Мілан Тіфф        | 16,43     |
| п/к   | Микола Сінічкін   | 16,32     |
| п/к   | Валентин Шевченко | 16,17     |
| п/к   | Михайло Барибан   | 16,17     |

| Місце | Атлет                | Результат |
| ----- | -------------------- | --------- |
| 1     | Террі Олбріттон      | 19,98     |
| 2     | Олександр Носенко    | 19,71     |
| 3     | Сем Вокер            | 18,97     |
| п/к   | Анатолій Ярош        | 18,94     |
| 4     | Олександр Баришников | 18,92     |

| Місце | Атлет           | Результат |
| ----- | --------------- | --------- |
| 1     | Віктор Пензиков | 60,04     |
| 2     | Володимир Ляхов | 59,80     |
| 3     | Джей Сільвестер | 58,38     |
| 4     | Кен Стейдел     | 58,00     |
| п/к   | Віктор Журба    | 57,94     |

| Місце | Атлет              | Результат |
| ----- | ------------------ | --------- |
| 1     | Джумбер Пхакадзе   | 74,76     |
| 2     | Валентин Дмитренко | 74,00     |
| п/к   | Олексій Малюков    | 72,12     |
| 3     | Білл Діл           | 67,10     |
| 4     | Білл Шафф          | 61,10     |

| Місце | Атлет             | Результат |
| ----- | ----------------- | --------- |
| 1     | Олександр Макаров | 80,48     |
| 2     | Микола Гребнєв    | 77,42     |
| п/к   | Анатолій Жеребцов | 72,72     |
| 3     | Роберт Волліс     | 69,68     |
| 4     | Річард Джордж     | 65,42     |

### Жінки
| Місце | Атлетка           | Результат |
| ----- | ----------------- | --------- |
| п/к   | Надія Бесфамільна | 11,3      |
| 1     | Віра Анісімова    | 11,4      |
| 2     | Людмила Маслакова | 11,4      |
| 3     | Розалін Браянт    | 11,7      |
| 4     | Йорданка Янкова   | 11,8      |
| 5     | Ліляна Панайотова | 12,0      |
| п/к   | Тетяна Ворохобко  | 11,9      |
| 6     | Пат Коллінз       | 12,0      |

| Місце | Атлетка            | Результат |
| ----- | ------------------ | --------- |
| 1     | Світлана Белова    | 23,1      |
| 2     | Людмила Маслакова  | 23,6      |
| 3     | Розалін Браянт     | 23,8      |
| п/к   | Тетяна Ворохобко   | 23,8      |
| 4     | Ліляна Панайотова  | 23,9      |
| п/к   | Наталія Карнаухова | 23,8      |
| 5     | Здравка Шипоклієва | 24,6      |
| —     | Дебора Армстронг   | DNF       |

| Місце | Атлетка            | Результат |
| ----- | ------------------ | --------- |
| 1     | Надія Ільїна       | 51,8      |
| 2     | Інта Клімовича     | 52,1      |
| 3     | Робін Кемпбелл     | 52,3      |
| 4     | Дебора Сапентер    | 52,4      |
| п/к   | Наталія Соколова   | 53,1      |
| п/к   | Інгріда Баркане    | 53,2      |
| п/к   | Лариса Голованова  | 53,7      |
| 5     | Здравка Тріфунова  | 53,9      |
| 6     | Йорданка Філіппова | 54,5      |
| п/к   | Любов Шарапова     | 54,6      |

| Місце | Атлетка          | Результат |
| ----- | ---------------- | --------- |
| 1     | Медлін Меннінг   | 2.00,3 NR |
| 2     | Ліляна Томова    | 2.00,4    |
| 3     | Сарміте Штула    | 2.02,4    |
| п/к   | Шеріл Туссен     | 2.03,0    |
| 4     | Кеті Вестон      | 2.03,4    |
| 5     | Ніколіна Штерева | 2.03,6    |
| 6     | Равіля Ізмайлова | 2.03,7    |
| п/к   | Василена Амзіна  | 2.03,8    |

| Місце | Атлетка            | Результат |
| ----- | ------------------ | --------- |
| 1     | Тетяна Казанкіна   | 4.09,6    |
| 2     | Росіца Пехліванова | 4.09,8    |
| 3     | Тамара Казачкова   | 4.18,6    |
| 4     | Румяна Чавдарова   | 4.19,4    |
| 5     | Джулі Браун        | 4.19,8    |
| 6     | Джен Меррілл       | 4.23,6    |

| Місце | Атлетка            | Результат |
| ----- | ------------------ | --------- |
| 1     | Росіца Пехліванова | 9.07,4    |
| 2     | Світлана Ульмасова | 9.08,4    |
| 3     | Лінн Б'єрклунд     | 9.08,6    |
| 4     | Румяна Чавдарова   | 9.09,8    |
| 5     | Гіана Романова     | 9.25,0    |
| 6     | Сінді Бремсер      | 9.30,0    |

| Місце | Атлетка           | Результат |
| ----- | ----------------- | --------- |
| 1     | Любов Кононова    | 13,1      |
| 2     | Надія Ткаченко    | 13,3      |
| п/к   | Тетяна Анісімова  | 13,3      |
| 3     | Пенка Бонєва      | 13,6      |
| 4     | Деббі Лаплант     | 13,7      |
| п/к   | Галина Вічкуткіна | 13,8      |
| 5     | Патріс Доннеллі   | 14,0      |

| Місце | Команда                                                                | Результат |
| ----- | ---------------------------------------------------------------------- | --------- |
| 1     | СРСРНадія Бесфамільна Людмила Маслакова Віра Анісімова Світлана Белова | 43,4      |
| 2     | СШАДебора Армстронг Пат Коллінз Розалін Браянт Памела Джайлз           | 44,2      |
| 3     | Болгарія                                                               | 46,1      |

| Місце | Команда                                                          | Результат |
| ----- | ---------------------------------------------------------------- | --------- |
| 1     | СРСРІнта Клімовича Наталія Соколова Інгріда Баркане Надія Ільїна | 3.29,0    |
| 2     | СШАРобін Кемпбелл Шеріл Туссен Медлін Меннінг Дебора Сапентер    | 3.30,7    |
| 3     | Болгарія                                                         | 3.40,1    |

| Місце | Атлетка           | Результат |
| ----- | ----------------- | --------- |
| 1     | Джоні Гантлі      | 1,84      |
| 2     | Галина Філатова   | 1,81      |
| 3     | Тамара Галка      | 1,81      |
| 4     | Сьюзен Гекетт     | 1,75      |
| 5     | Йорданка Благоєва | 1,70      |
| 6     | Станка Валканова  | 1,65      |
| п/к   | Надія Осколок     | 1,65      |

| Місце | Атлетка          | Результат |
| ----- | ---------------- | --------- |
| 1     | Лідія Алфеєва    | 6,49      |
| 2     | Шеррон Вокер     | 6,48      |
| 3     | Галина Гопченко  | 6,43      |
| 4     | Пенка Бонєва     | 6,20      |
| п/к   | Тетяна Потапова  | 6,10      |
| 5     | Єкатерина Недєва | 6,09      |
| 6     | Кеті Мак-Міллан  | 5,97      |

| Місце | Атлетка             | Результат |
| ----- | ------------------- | --------- |
| 1     | Світлана Крачевська | 20,95     |
| 2     | Іванка Христова     | 20,74     |
| 3     | Тамара Буфетова     | 17,72     |
| 4     | Єлена Стоянова      | 17,21     |
| 5     | Деніз Вуд           | 13,86     |
| 6     | Емілі Доул          | 13,63     |

| Місце | Атлетка               | Результат |
| ----- | --------------------- | --------- |
| 1     | Фаїна Мельник         | 65,88     |
| 2     | Ольга Андріанова      | 59,86     |
| 3     | Марія Вергова         | 59,80     |
| п/к   | Надія Єроха           | 55,72     |
| п/к   | Радостіна Бахчеванова | 55,58     |
| 4     | Светла Божкова        | 54,08     |
| 5     | Монетт Дрісколл       | 46,90     |
| 6     | Джен Свендсен         | 45,62     |

| Місце | Атлетка        | Результат |
| ----- | -------------- | --------- |
| 1     | Світлана Бабич | 61,28     |
| 2     | Кейт Шмідт     | 60,30     |
| 3     | Лутвян Моллова | 59,98     |
| 4     | Дар'я Кур'ян   | 57,96     |
| 5     | Йорданка Пеєва | 57,32     |
| п/к   | Надія Якубович | 55,26     |
| 6     | Шеррі Калверт  | 50,02     |

## Матч з багатоборств
Матч СРСР — США з легкоатлетичних багатоборств 1975 був проведений 9-10 серпня в Юджині на стадіоні «Гейворд Філд» за участі спортсменів Канади та Польщі.
За програмою змагань, десятиборці США та СРСР змагались разом із багатоборцями Польщі, а у межах жіночого п'ятиборства, разом із американськими та радянськими спортсменками, виступали канадські багатоборки.

### Результати
| Місце | Атлет             | Результат |
| ----- | ----------------- | --------- |
| 1     | Брюс Дженнер      | 8524 WR   |
| 2     | Фред Діксон       | 8277      |
| 3     | Микола Авілов     | 8211      |
| 4     | Ришард Сковронек  | 8185      |
| 5     | Леонід Литвиненко | 8117      |
| 6     | Рудольф Зігерт    | 8090      |
| 7     | Фред Самара       | 8077      |
| 8     | Стів Гаф          | 8057      |
| 9     | Крейг Брігем      | 8027      |
| 10    | Ришард Катус      | 8005      |
| 11    | Джон Воркентін    | 7937      |
| 12    | Мітчелл Гілл      | 7921      |
| 13    | Роджер Джордж     | 7909      |
| 14    | Володимир Буряков | 7808      |
| 15    | Борис Горбачов    | 7787      |
| 16    | Білл Генкок       | 7704      |
| 17    | Едвард Міс        | 7602      |
| 18    | Джим Собєщик      | 7582      |
| 19    | Марек Чисовський  | 7503      |
| 20    | Кріс Адсіт        | 7455      |
| 21    | Лешек Нікітін     | 7410      |
| 22    | Едвард Козакевич  | 7386      |
| 23    | Марек Подгорський | 7284      |
| 24    | Анатолій Грачов   | 6315      |

| Місце | Атлетка           | Результат |
| ----- | ----------------- | --------- |
| 1     | Надія Ткаченко    | 4701      |
| 2     | Даян Джонс        | 4549      |
| 3     | Зоя Спасовходська | 4452      |
| 4     | Людмила Поповська | 4449      |
| 5     | Гейл Фітцджеральд | 4266      |
| 6     | Джоанн Джонс      | 4008      |
| 7     | Д. Коллінз        | 4001      |
| 8     | Ліз Мак-Блейн     | 3849      |
| 9     | С. Саммерс        | 3818      |
| 10    | Сенді Тайлер      | 3748      |
| 11    | С. Мітчелл        | 3525      |

## Командний залік

### Основний матч
|                 | СРСР | США |
| --------------- | ---- | --- |
| Чоловіки        | 129  | 89  |
| Жінки           | 96   | 49  |
| Загальний залік | 225  | 138 |

|       | СРСР | Болгарія |
| ----- | ---- | -------- |
| Жінки | 95   | 50       |

|       | США | Болгарія |
| ----- | --- | -------- |
| Жінки | 74  | 70       |

### Матч з багатоборств
За регламентом змагань, для визначення першості складались 6 найкращих результатів десятиборців та 3 найкращі результати у жіночому п'ятиборстві.
|               | СРСР   | США    | Польща | Канада |
| ------------- | ------ | ------ | ------ | ------ |
| Десятиборство | 46 328 | 48 899 | 46 091 | Ні     |
| П'ятиборство  | 13 599 | 12 015 | Ні     | 12 406 |

## Фото

Сектор зі стрибків з жердиною під час основного матчу в Києві

## Відео
- Репортаж про основний матч у кіножурналі «Радянський спорт» (рос.)
- Біг на 100 метрів з бар'єрами серед жінок на YouTube (англ.)
- Естафетний біг 4×100 метрів серед чоловіків на YouTube (з 0:34)